# Savallà del Comtat
Savallà del Comtat là một đô thị tại tỉnh Tarragona ở phía tây của cộng đồng tự trị Andalusia, phía nam Tây Ban Nha. Đô thị này có diện tích là 14,8 ki-lô-mét vuông, dân số năm 2009 là người với mật độ người/km². Đô thị này có cự ly km so với Tarragona.